# Allierade kommendanturen

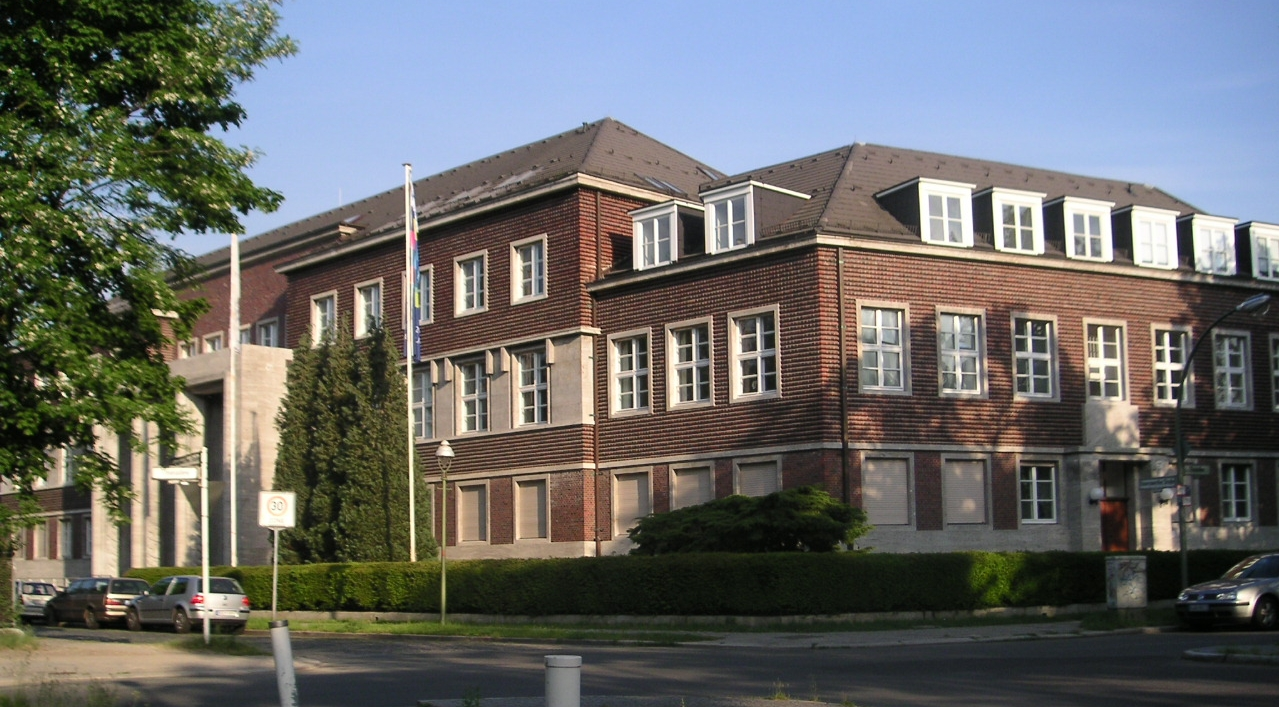
Allierade kommendanturens byggnad i Berlin

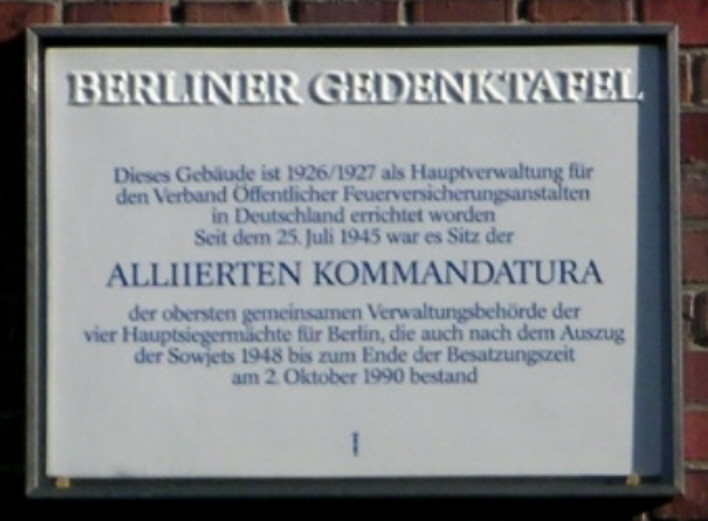
Minnestavla över allierade kommendanturen på fasaden till Kaiserswerther Str. 14–18 i Dahlem

Allierade kommendanturen (på tyska: die Alliierte Kommandantur, originalbeteckning Alliierte Kommandatura, från början kallad Interalliierte Militärkommandantur) var det organ, som de fyra ockupationsmakterna USA, Storbritannien, Frankrike och Sovjetunionen i enlighet med Londonprotokollet inrättade efter andra världskriget för att kontrollera Berlin. Kommendanturen var underställd det allierade kontrollrådet, som hade samma funktion för hela Tyskland. Det fanns ett liknande kontrollråd även för Österrike.
Den allierade kommendanturen för Berlin sammanträdde för första gången den 11 juli 1945, när brittiska och amerikanska trupper hade ryckt in i det av sovjetiska trupper erövrade Berlin. Kommendanturen flyttade in i Berlins Dahlem i den amerikanska sektorn av Berlin, i ett hus som arkitekten Heinrich Straumer hade skapat för Verband der öffentlichen Feuerversicherungsanstalten ("Förbundet för offentliga brandförsäkringsbolag") 1926–1927. Den allierade kommendanturen regerade där genom „Anordnungen an den Berliner Magistrat und an den Oberbürgermeister“ ("föreskrifter till Berlins magistrat och till överborgmästaren").
De här föreskrifterna skulle enligt reglerna beslutas i enighet mellan de fyra kommendanterna. Eftersom de fyra ofta inte kunde enas om ett beslut, förblev viktiga föreskrifter inte beslutade, som till exempel godkännandet av valet av Ernst Reuter till överborgmästare.
Den 16 juni 1948 drog sig den sovjetiske stadskommendanten ur den allierade kommendanturen. De västliga stadskommendanterna uttalade den 21 december, att den allierade kommendanturen ägde fortbestånd och lät symboliskt en stol stå tom för den sovjetiska företrädaren vid sina sammanträden. Sina beslut kunde de dock endast genomdriva i stadens tre västliga sektorer.
När Allierade höga kommissionen i september 1949 inrättades som ockupationsmakternas högsta myndighet i Västtyskland, underställdes även stadskommendanterna i Västberlin denna. Efter att Parisfördragen trätt i kraft i maj 1955, avvecklades Allierade höga kommissionen och istället underställdes kommendanterna de västallierades ambassadörer.
Officiellt avslutades den allierade kommendanturens uppdrag genom ikraftträdandet av Två plus fyra-fördraget 1991. Sedan dess används huset där kommendanturen satt som säte för den centrala administrationen för Freie Universität Berlin.

## Koordinater
52°26′53″N 13°17′09″Ö / 52.44806°N 13.28583°Ö